# Chiesa della Missione ai Vergini
La chiesa della Missione ai Vergini (già chiesa di San Vincenzo de' Paoli del Complesso Monumentale Vincenziano) è un luogo di culto cattolico del centro storico di Napoli situato in via Vergini 51, non lontano dal Museo archeologico nazionale. Viene detta anche chiesa della Casa della Missione ai Vergini.

## Storia
Nel 1669 i Padri Missionari arrivarono a Napoli grazie al cardinale Innico Caracciolo che chiamò in città padre Cosimo Galilei, nipote diretto di Galileo Galilei. Successivamente e solo nel corso del Settecento, grazie alle donazioni della duchessa di Sant'Elia, Maria Giuseppa de Brandis Staremberg, la Casa della Missione si espanse, difatti l'intenzione era quella di formare isola nel Borgo dei Vergini di Napoli, antico quartiere appena fuori le mura della città.
Nel 1724 sotto la supervisione di padre Andrea Garagni furono eseguiti i primi lavori di ampliamento, ma successivamente i lavori vennero affidati a Luigi Vanvitelli che vi lavorò dal 1753 al 1760. La costruzione del nuovo complesso di matrice vanvitelliana terminò nell'anno 1760; tuttavia la facciata della chiesa venne aggiunta soltanto nel 1788 con il disegno di un architetto ignoto.
L'espansione coinvolse molte proprietà vicine e comportò l’edificazione di nuovi ambienti, tra cui la Sala dell'Assunta, l'Oratorio d'Estate e la chiesa accessibile dall'esterno di San Vincenzo de’ Paoli, nella cui cripta è sepolta Maria Giuseppa von Staremberg, serva di Dio.
Il complesso comprende anche una cappella delle Reliquie, di architettura vanvitelliana, nella quale è custodita la terza ampolla del sangue di san Gennaro, e dove è conservato il quadro dell'Anima dannata di scuola fiorentina.
Recentemente nella Cripta della duchessa di Sant’Elia, sono state ritrovate le spoglie mortali di Domenico Cotugno, importante luminare della medicina del ‘700 a Napoli, di cui si era persa traccia dopo i bombardamenti del 1943. Il giorno 30 novembre 2018, per solennizzare questo ritrovamento, è stata affissa una targa commemorativa.

## Descrizione

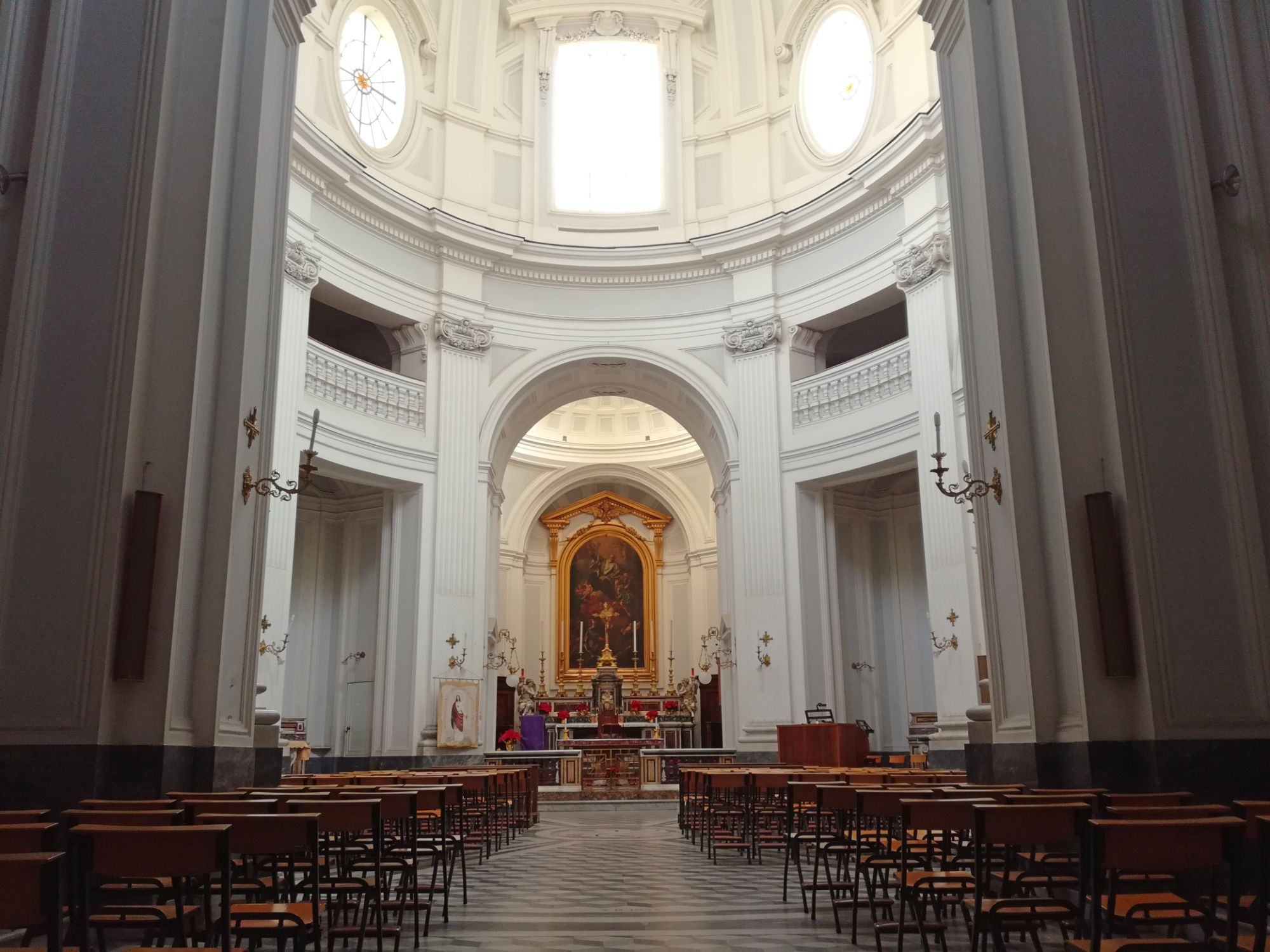
Interno chiesa di San Vincenzo de' Paoli

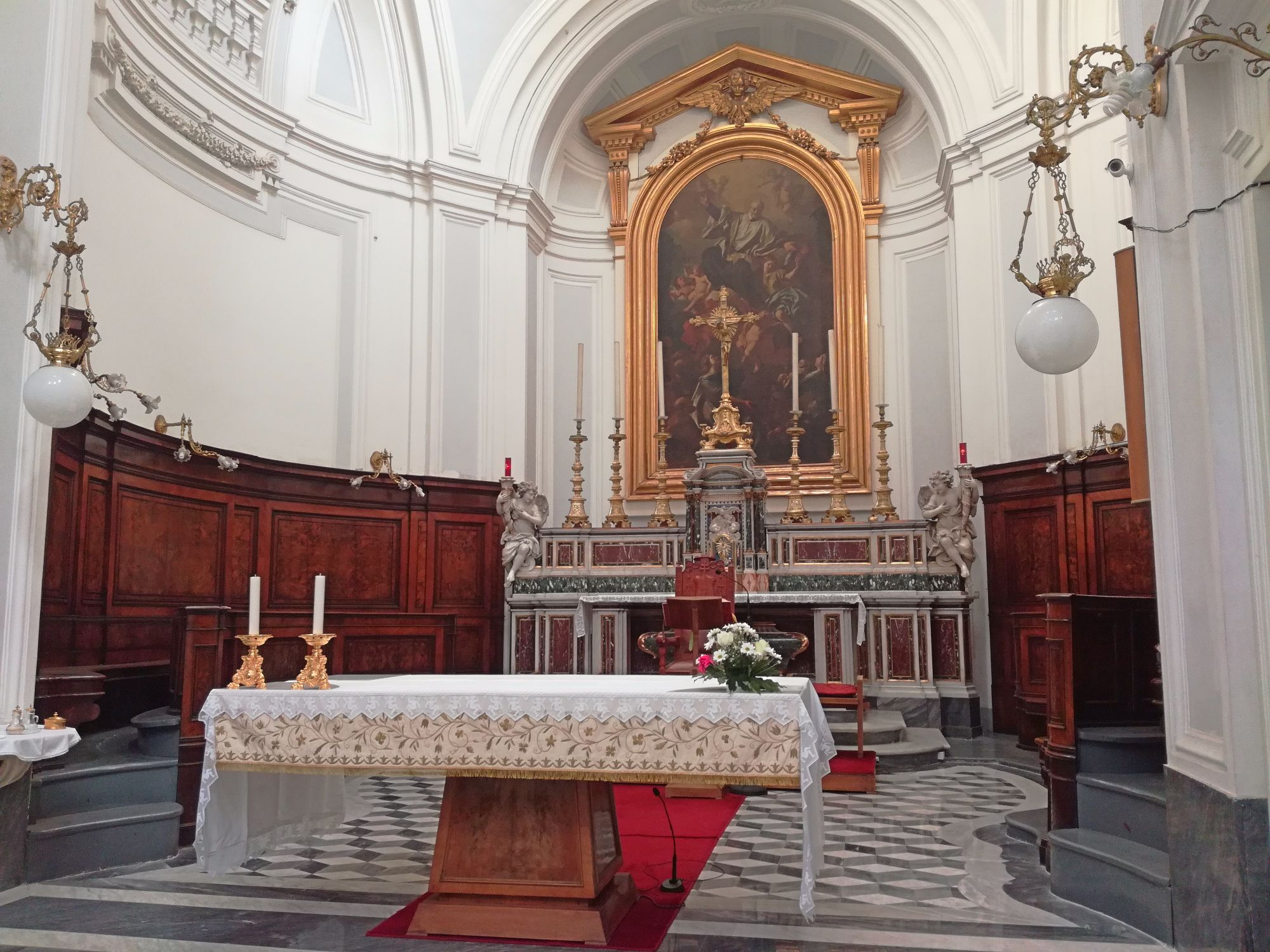
Altare maggiore

La chiesa è uno dei capolavori di Luigi Vanvitelli, tanto che, dopo la sua costruzione, divenne un vero e proprio modello di riferimento per l'architettura religiosa della città.
La facciata è stretta fra due palazzi abitativi ed è in un sobrio stile barocco. Essa è suddivisa in due fasce orizzontali da un cornicione marmoreo e, ciascuna di queste due, è a sua volta tripartita verticalmente da lesene, anch'esse in marmo, corinzie. Al centro della parte inferiore, si apre il portale.
L'interno della chiesa è a pianta centrale, con vano centrale coperto da una cupola, poggiante su un tamburo e sormontata da una lanterna, sul quale si aprono altri due gemelli, che costituiscono l'avancorpo e il presbiterio, e, in alto, quattro coretti. Gli altari sono quattro per lato. Il primo a destra è sormontato dal Cristo che dà la missione agli apostoli di Giacinto Gimignani, il secondo dalla Trinità con gli Arcangeli e le anime purganti di Giovanni d'Episcopo, il terzo dalla Sacra Famiglia di Severino Galante, il quarto dal Crocifisso con la Maddalena di ignoto pittore settecentesco. Il primo a destra, invece, è sovrastato dalla Conversione di San Paolo di Giovanni Sarnelli, il secondo dalla Madonna con il Bambino e San Giovanni Nepomuceno di ignoto pittore settecentesco, il terzo da San Giustino de Jacobis di Giuseppe Aprea, il quarto, infine, dalla Morte di San Giuseppe anch'essa di Giovanni d'Episcopo. Dietro l'altare maggiore campeggia il San Vincenzo de'Paoli in gloria di Francesco De Mura. Sempre settecenteschi sono il coro in radica di noce, posto nel presbiterio, e il lavabo in marmo nella sacrestia, opera del marmoraio partenopeo Pascale Cartalano.
Nei vari ambienti del complesso si conservano ulteriori opere d'arte di valore, riconducibili ad artisti come Francesco De Mura, Paolo De Matteis, Girolamo Cenatiempo, Paolo De Majo e Santolo Cirillo.

### Organo a canne
L'organo a canne della chiesa è stato costruito negli anni cinquanta del XX secolo dalla ditta organaria cremonese Rotelli-Varesi ed in seguito più volte restaurato.
Lo strumento è a trasmissione elettrica, con consolle mobile indipendente situata nella navata e avente due tastiere di 61 note ciascuna e pedaliera concavo-radiale di 32 note. Il materiale fonico è collocato in due luoghi distinti all'interno della chiesa:
- il Grand'Organo (prima tastiera) e il Pedale si trovano sulla cantoria in controfacciata, entro la cassa barocca del XVIII secolo riccamente intagliata, opera del Vanvitelli;
- l'Espressivo (seconda tastiera) si trova su uno dei quattro coretti del vano centrale.